# Заремба (дворянство)
Заремба (пол. Kategoria:Zarembowie herbu Zaremba‎) — польский дворянский род герба того же имени.
Их предок, граф Магнус Заремба, был старостой бреславльским (вроцлавским) в 1111 году. Анджей Заремба, епископ Познанский (1297—1317), играл большую роль в изгнании из Польши Владислава Локетека и избрании на польский престол Вацлава II Чешского. Заремба были замешаны в убийстве Пшемыслава II, польского короля, за что на какое-то время утратили некоторые дворянские привилегии. Многие из Заремба были воеводами и епископами.
- Юзеф Заремба (1731—1774) — генерал-майор коронных войск Речи Посполитой, генерал-адъютант короля, конфедерат барский и посол серадзский на сейме 1773—1775 гг.
- Фелициан Мартин Заремба-Калиновский (1794/5—1874) — российский дипломат, философ и христианский протестантский миссионер и проповедник польского происхождения; доктор философии Императорского Дерптского университета[1].

Род Заремба внесён в VI и I части родословной книги Виленской, Витебской, Волынской, Киевской, Ковенской, Могилевской, Подольской, Тульской и Харьковской губерний и в родословные книги дворян Царства Польского.